# Фулвестрант
Фулвестрант, торговое название Фазлодекс — гормональное лекарственное средство для лечения онкологических заболеваний — рака молочной железы.
Фулвестрант одобрен к медицинскому применению в 2002 году в США, в 2004 году зарегистрирован в Европейском союзе, а в 2017 году принят в ЕС в качестве препарата «первой линии» терапии рака молочной железы. Включен в российский Перечень ЖНВЛП.

## Описание
Фулвестрант представляет собой стероидный селективный антиэстрогенный препарат, который не обладает какой-либо эстрогенной активностью. Отличие фулвестранта от аналогов — его способность не только связывать и блокировать рецепторы эстрогенов, но и в последующем разрушать их, вследствие чего не происходит пролиферация клеток опухоли. Фулвестрант также лишён перекрестной резистентности с другими препаратами, применяющимися при гормональной терапии рака.
Фулвестрант используется как препарат в одном из видов гормональной терапии, и может использоваться для лечения гормонально-чувствительных видов рака молочной железы посредством блокирования эстрогенов. В 70% случаев рак молочной железы чувствителен к гормонам, существует несколько разновидностей эндокринной терапии, снижающей уровень женских гормонов или блокирующей их. Фулвестрант — один из таких препаратов.
Фулвестрант является синтетическим стероидом, лигандом эстрогеновых рецепторов. В химическом отношении представляет собой производное эстрадиола — 17β-эстрадиол, модифицированный добавлением алкил-сульфинильного фрагмента.
Относится к эстрогенам и их аналогам
Фармацевтическая компания AstraZeneca выпустила фулвестрант на рынок под торговой маркой Фазлодекс (англ. Faslodex).
Оригинальный патент на Фазлодекс (US №4659516) истек в 1 октября 2004 года и был продлён на 1166 дней (до конца 2007 года). Затем AstraZeneca по некоторым условиям (маркетинг) получила продление патента в декабре 2011 года. Дженерики фулвестранта выпускаются, но они могут быть недоступны из-за патентных ограничений.
Связанные с Фазлодексом патенты истекают в 2021 году.
На 2019 год дженерики фулвестранта выпускают несколько производителей.

### Стоимость
Фулвестрант — дорогой препарат, из-за этого в некоторых странах он включен в списки дотируемых лекарств и (или) имеет ценовые ограничения. В 2014 году препарат был практически недоступен в России.
Фулвестрант разрешён к применению в Великобритании, но из-за дороговизны Фазлодекса Национальный институт здравоохранения Великобритании (англ. National Institute for Health and Care Excellence) отказался от включения фулвестранта в стандартную терапию рака молочной железы, обосновывая это решение недостаточно высокой эффективностью для настолько дорогого препарата,
стоимость курса лечения оценивается в £15,841.

## Фармакологические свойства

### Фармакокинетика
Фулвестрант всасывается медленно, максимальная концентрация в плазме крови достигается через 7 дней после инъекции. После всасывания препарат равномерно распределяется по тканям организма. В рекомендованной дозе (500 мг) равновесное состояние достигается через месяц.
Степень связывания с белками крови — до 99%, связывается преимущественно с липопротеинами очень низкой, низкой и высокой плотности.
Метаболизируется аналогично эндогенным эстрогенам, также может окисляться ферментом CYP3A4, точные пути метаболизма не определены.
Экстрагируется, предположительно, печенью. Период полувыведения — 50 дней.

### Фармакодинамика
Фулвестрант — антагонист рецепторов эстрогена, уровень аффинности к рецепторам у него сопоставим в эстрадиолом. фулвестрант не имеет эстрогенной активности и конкурирует с эндогенными эстрогенами, таким образом он блокирует трофическое действие эстрогенов. Дополнительно он снижает экспрессию рецепторов прогестерона.

## Эффективность и безопасность
Фулвестрант показал такую же и лучшую эффективность с меньшими побочными эффектами в сравнении с другими  препаратами, применяющимися для гормональной терапии рака молочной железы 3 и 4 стадий. Он является достаточно эффективным и безопасным препаратом для гормональной терапии рака молочной железы у женщин в постменопаузе в сравнении с альтернативами — ингибиторами ароматазы и блокаторами эстрогена. Эффективность фулвестранта не зависит от сочетаний с другими препаратами гормональной терапии и от того, проводилась ли ранее гормональная терапия.

### Результаты клинических испытаний
Клиническое исследование Phase III FALCON показало значительную разницу в медианной продолжительности жизни в отсутствие прогрессирующего онкологического процесса после терапии фулвестрантом (Faslodex) в сравнении с ингибитором ароматазы анастрозолом (16,6 месяцев против 13,8). По более ранним данным лечение фулвестрантом даёт пациенткам на 20% больший шанс жизни без прогрессирующего рака молочной железы и снижает смертность.

## Применение
Фулвестрант предназначен для лечения эстроген-рецептор-положительного, как локального, так и метастазирующего рака молочной железы, в случае, когда не проводилась гормональная терапия ингибиторами ароматазы или тамоксифеном. Рассматривается как альтернатива лечению ингибиторами ароматазы.
Фулвестрант входит в комплексную терапию рака молочной железы в качестве дополнительного препарата при применении ингибиторов циклин-зависимых киназ 4 и 6 (CDK 4/6)
палбоциклибом и абемациклибом.
Применяется в лечении эстроген-рецепторно-положительного метастатического рака молочной железы в постменопаузе у женщин с прогрессированием заболевания, а в сочетании с палбоциклибом — для лечения прогрессирующего после гормональной терапии заболевания у женщин с эстроген-рецепторно-положительным и HER2-негативным раком молочной железы.
Фулвестрант назначают в виде ежемесячных инъекций женщинам с поздними стадиями рака молочной железы (3 и 4 стадии) с целью продления и улучшения качества жизни, ранее вводили 250 мг за раз, ныне — 500 мг.

### Показания
Прогрессирующий рак молочной железы с положительными рецепторами эстрогенов у женщин в менопаузе на фоне или после терапии эстрогенами.

### Противопоказания
Препарат не должен быть использован у женщин с почечной недостаточностью или беременных.

### Особые указания
Лечение фулвестрантом должен проводить врач-онколог, имеющий опыт применения противоопухолевых препаратов.
Фулвестрант не должен смешиваться с другими лекарственными препаратами

### Побочные действия
При лечении фулвестрантом более чем у 10% пациентов встречаются побочные эффекты.
- Очень частые (более 10% пациентов): тошнота, местная аллергическая реакция, астения, повышение активности ферментов aланинаминотрансферазы, аспартатаминотрансферазы, щелочной фосфатазы[22].
- Частые (от 1% до 10%): инфекции мочевыводящих путей, реакции повышенной чувствительности, головная боль, тромбоэмболия, рвота, диарея, анорексия[22].

## Документы
- Регистрационное удостоверение ЛС-000855 : Фазлодекс® // Государственный реестр лекарственных средств. — Минздрав РФ, 2010. — 6 августа.
- Снегирёва, П. Б. Инструкция по медицинскому применению лекарственного препарата Фазлодекс® (Faslodex) : ЛС-000855-260811 / ООО «АстраЗенека Фармасьютикалз». — Министерство здравоохранения Российской Федерации, 2011. — 26 августа. — 8 с.
- FASLODEX® (fulvestrant) injection, for intramuscular use. : Initial U. S. Approval: 2002 : [Reference ID 3957054] :  [англ.]. — FDA, 2016. — July.
- Bowler, Jean. United States Patent Number 4,659,516 :  [англ.] / Jean Bowler, Brian S. Tait. — United States Patent and Trademark Office, 1987. — 21 April.